# Frantz Kruger
Pour les articles homonymes, voir Kruger.
Frantz Kruger, né le 22 mai 1975 à Kempton Park, alors province du Transvaal, est un athlète finlandais, né sud-africain, spécialiste du lancer du disque. Il a remporté la médaille de bronze aux Jeux olympiques de 2000 et a été deux fois Champion d'Afrique. Son meilleur lancer est de 70,32 m à Salon-de-Provence. Il s'est marié à Heli Koivula, à une triple-sauteuse finlandaise et a obtenu la nationalité finlandaise en 2007. Il a battu le record de Finlande en 69,97 m à Helsingborg. Il se qualifie pour la finale des Championnats du monde à Berlin avec un lancer de 62,29 m et termine 12e.

## Palmarès
- Jeux olympiques d'été de 2000 à Sydney :
  -  Médaille de bronze du lancer du disque